# Botres
Botres (en grec antic: Βότρης) va ser un tebà fill d'Eumel.
Eumel honorava a Apol·lo amb magnificència, i un dia que estava oferint un sacrifici al déu, el seu fill Botres, que hi assistia, es va menjar el cervell del xai abans d'haver ofert la víctima damunt l'altar. Quan Eumel ho va veure va agafar un tronc mig cremat de damunt de l'altar i colpejà al noi al cap. Aquest, va caure a terra entre un toll de sang. Quan ho van veure la seva mare, el seu pare i els servents se'n van lamentar molt, però Apol·lo se'n va compadir per l'honor que li retia Eumel, i va convertir Botres en ocell, l'abellerol (grec antic: Ἀέροπος, Aèrop), que encara avui fa el niu a terra i sempre s'exercita a volar.